# Нурджанов, Низам Хабибуллаевич
Низам Хабибуллаевич (Низом Хабибуллоевич) Нурджанов (тадж. Низом Ҳабибуллоевич Нурҷонов; 18 декабря 1923, Бухара — 18 марта 2017, Душанбе) — советский, таджикский этнограф, театровед, балетовед

, театральный критик и педагог. Доктор искусствоведения (1968), профессор (1973). Заслуженный деятель искусств Таджикской ССР (1974).

## Биография
Родился в семье служащего. В 1931 году семья переехала из Бухары в Сталинабад. Здесь он окончил три класса начальной школы. С 1935 года учился в Педагогическом техникуме, в 1939—1941 годы — в Сталинабадском учительском институте, по окончании которого работал учителем таджикского и узбекского языка и литературы в сельской школе Регарского района.
Участник Великой Отечественной войны. Летом 1942 года был призван в ряды Красной армии и направлен на учёбу в Воронежское училище связи (эвакуированное в Самарканд). Принимал участие в обороне городов Москвы и Ялты.
В октябре 1945 года был демобилизован; работал учителем в средней школе Регарского района, в 1946—1947 — учителем таджикского и узбекского языка и литературы в средней мужской школе № 3 в Сталинабаде. Одновременно в 1947 году окончил литературный факультет Сталинабадского педагогического института. В 1948 году вступил в ряды КПСС.
С 1947 года — аспирант Института истории, языка и литературы Таджикского филиала АН СССР по специальности этнография; под руководством М. С. Андреева собирал материал по этнографии и фольклору в Варзобе. После трагической смерти М. С. Андреева в 1949 году был прикомандирован в Институт этнографии АН СССР им. Миклухо-Маклая, где в 1951 году окончил аспирантуру под руководством этнографа-таджиковеда Н. А. Кислякова.
В 1951—1952 годах являлся младшим научным сотрудником Института истории, археологии и этнографии АН Таджикской ССР. В 1952—1953 годах преподавал на кафедре таджикского языка и литературы Сталинабадского педагогического института.
В 1953 году инициировал создание сектора истории искусства в Институте истории, археологии и этнографии АН Таджикской ССР и возглавлял его в 1953—1955 и 1957—1988 годах. Одновременно преподавал в Таджикском университете им. Ленина (с 1963 года), в 1967—1973 годах — историю мирового театра (спецкурсы по «Истории искусств», «Истории мирового театра») на кафедре актёрского мастерства Душанбинского педагогического института им. Т. Г. Шевченко, в 1973—1985 и 1990—1996 годах — в Таджикском государственном институте искусств им. М. Турсунзаде.
Член Союза писателей СССР (с 1961), Союза театральных деятелей Таджикистана (в 1976—1981 годах — член президиума Таджикского театрального общества); член правления Советского фонда культуры (1988—1991); член Международной организации по народному творчеству при ЮНЕСКО.
Состоял членом Всесоюзного Совета по координации искусствознания (1976); членом Комитета по государственным премиям им. АбуАбдулло Рудаки в области литературы, искусства и архитектуры при Правительстве Республики Таджикистан (1981—2001); избирался заместителем председателя Координационного совета по литературно-художественной критике при Президиуме Академии наук Таджикской ССР (1981).

## Научная и творческая деятельность
Первые публикации (статьи о преподавании родного языка и литературы в «Учительской газете» («Газетаи муаллимон»), «Советской школе» («Мактаби советї») издал в 1947 году.
28 декабря 1951 года защитил кандидатскую диссертацию («Истоки народного театра у таджиков (по материалам Кулябской области)»), в 1968 — докторскую (по «История таджикского советского театра (1917—1941 гг.)»).
Возглавлял отряды искусствоведческих экспедиций (Бухарской — 1958, 1961, 1962; Зеравшанской — 1959, 1960; Ленинабадской — 1964, 1965; Памирской — 1968—1970) и искусствоведческие экспедиции (Памирскую — 1971, 1983; Байсунскую — 1972; Кашкадарынскую — 1976).
В 1961—1967 — научный консультант по таджикскому театру Театральной энциклопедии (М.: Советская энциклопедия).
Подготовил 4 кандидатов наук.
В последние годы вёл на республиканском телевидении передачи, посвящённые таджикскому искусству; подготовил более 20 передач об истории мирового и таджикского театров для детского канала «Бахористон».

### Избранные труды

#### на русском языке
- Нурджанов Н. Х. Асли Бурханов : [Нар. арт. СССР]. — Душанбе : Ирфон, 1982. — 192 с.
- Нурджанов Н. Х. Гармония муз : (Сб. ст.). — Душанбе : Ирфон, 1983. — 207 с.
- Нурджанов Н. Х. Государственный ордена Трудового Красного Знамени Таджикский академический театр драмы имени А. Лахути / Декада таджикской литературы и искусства. — Сталинабад : Таджикгосиздат, 1957. — 36 с.
- Нурджанов Н. Х. Истоки народного театра у таджиков : (По материалам Кулябской обл.) : Автореф. дис. … канд. ист. наук. — М.; Л. : [б. и.], 1951. — 17 с.
- Нурджанов Н. Х. История таджикского советского театра. (1917—1941 гг.). — Душанбе : Дониш, 1967. — 471 с.
  - / Отв. ред. О. Н. Кайдалова. — Душанбе : Дониш, 1990. — 405 с. — ISBN 5-8366-0093-7
- Нурджанов Н. Х. Малика Сабирова. — М. : Искусство, 2001. — 294 с. — (Солисты балета). — ISBN 5-210-00157-1
- Музыкальное искусство Памира[8].
  -  — М.: Советский композитор, 1978. — Кн.1. — 182 с. — Соавтор Ф. Кароматов.
  -  — М.: Советский композитор, 1986. — Кн.2. — 252 с. — Соавтор Ф. Кароматов.
  -  — Бишкек, 2010. — Кн.3. — 616 с. — Соавторы Ф. Кароматов, Б. Кабилова.
- Нурджанов Н. Х. Мухаммеджан Касымов : [Драм. артист]. — М.: Искусство, 1955. — 92 с.
- Нурджанов Н. Х. Старинные пантомимы таджиков. — М.: Наука, 1964. — 8 с. — (Доклады / VII Междунар. конгресс антропол. и этногр. наук. (Москва, авг. 1964); 295).
  - Nurjanov N. Old Tájík pantomimes. — Moscow : Nauka, 1964. — 11 p. — (Reports / VII International congress of anthropological and ethnological sciences (Moscow, Aug. 1964); 295).
- Нурджанов Н. Х. Таджикская народная драма / Ред. Х. Сабохи. — Душанбе : Дониш, 1985. — 278 с.;
- Нурджанов Н. Х. Таджикский народный театр : По материалам Кулябской обл. — М.: Изд-во Акад. наук СССР, 1956. — 339 с.
- Нурджанов Н. Х. Таджикский театр. Очерк истории / Под общ. ред. проф. Г. Гояна. — М. : Искусство, 1968. — 261 с. — (Из серии очерков «Театр народов СССР»).
- Нурджанов Н. Х. Театральная и музыкальная жизнь столицы государства саманидов (XIX—XX вв.). — Душанбе : Матбуот, 2001. — 291 c.
- Нурджанов Н. Х. Традиционный театр таджиков: в 2 т. — Душанбе : Мир путешествий, 2002.
  -  — Т.1. — 372 с.
  -  — Т.2. — 330 с.

#### на таджикском языке
- Асли Бурхонов. — Душанбе: Ирфон, 1982. — 192 с.
- Гулчехра Бакоева. — Душанбе: Ирфон, 2009. — 94 с.
- Дар олами балет (= В мире балета). — Душанбе: Ирфон, 1975. — 61 с.
- Мавриги. — Душанбе, 2008. — 550 с. — Соавтор с Б.Кабилова[8].
- Мактаби актерии точик (= Школа таджикского актёрства). — Душанбе, 2013. — 495 с.
- Махмуджон Вохидов (= Махмуджон Вахидов) . — Душанбе: Маориф ва фарханг, 2009. — 384 с.
- Мухаммаджон Косимов. — Сталинобод, 1960. — 119 с.
  -  — Душанбе: Ирфон, 2007. — 255 с.
- Олами беканори ракси точик (= Бескрайний мир таджикского танца) : Очерки таърихи назари. — Душанбе, 2004. — 340 с.
- Рангомезихои сахна (= Палитра сцены). — Душанбе: Ирфон, 1983. — 207 с.
- Софияхон Тўйбоева (= София Туйбаева). — Душанбе: Адабиёти бачагона ва фарханг, 2013. — 316 с.
- Театри ба номи Лохути (= Театр имени Лахути). — Душанбе, 1964. — 59 с.
- Фаррух Косимов. — Душанбе: Деваштич, 2008. — 241 с.
- Ходжикул Рахматуллоев. — Душанбе: Эчод, 2005. — 215 с.
- Хошим Гадоев. — Душанбе: Ирфон, 2007. — 244 с.

## Награды и признание
- медаль «За победу над Германией в Великой Отечественной войне 1941—1945 гг.» (1941)
- медаль «За трудовое отличие» (1957)
- юбилейная медаль «Двадцать лет Победы в Великой Отечественной войне 1941—1945 гг.» (1967)
- Юбилейная медаль «За доблестный труд. В ознаменование 100-летия со дня рождения Владимира Ильича Ленина» (1970)
- Заслуженный деятель искусств Таджикской ССР (1974)[8]
- медаль «Ветеран труда» (1984)
- юбилейная медаль «Сорок лет Победы в Великой Отечественной войне 1941—1945 гг.» (1985)
- юбилейная медаль «50 лет Победы в Великой Отечественной войне 1941—1945 гг.» (1995)
- знак «Отличник культуры Республики Таджикистан» (1998)
- международная премия Исламской Республики Иран «Книга года» (2004) — за двухтомник «Традиционный театр таджиков»[8].